# Wilków (gmina w województwie opolskim)
Wilków – gmina wiejska w województwie opolskim, w powiecie namysłowskim. W latach 1975–1998 gmina położona była w województwie opolskim.
Siedziba gminy to Wilków.
Od 1 sierpnia 1945 r. do 29 września 1954 r. gminę Wilków tworzyły następujące miejscowości: Dębnik, Idzikowice, Jakubowice, Krzyków, Ligotka, Smarchowice Małe oraz Wilków. 
Według danych z 30 czerwca 2004 gminę zamieszkiwało 4691 osób.

## Struktura powierzchni
Według danych z roku 2002 gmina Wilków ma obszar 100,57 km², w tym:
- użytki rolne: 90%
- użytki leśne: 2%

Gmina stanowi 13,45% powierzchni powiatu.

## Demografia

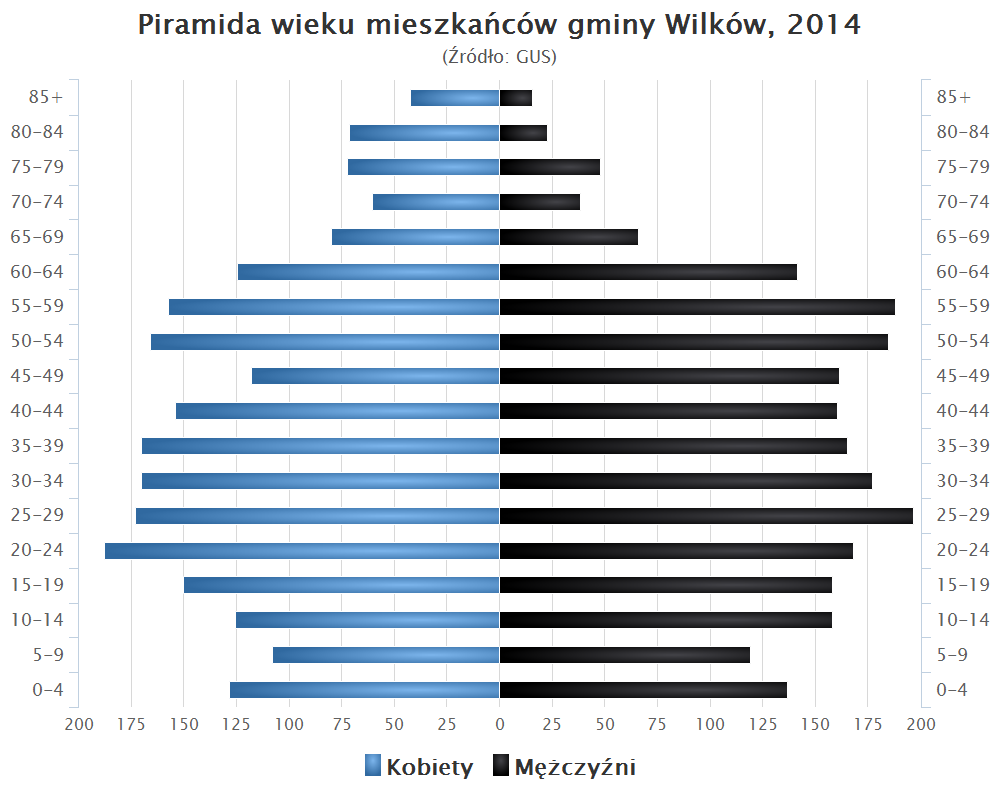
Piramida wieku mieszkańców gminy Wilków w 2014 roku

Dane z 30 czerwca 2004:
| Opis                              | Ogółem | Ogółem | Kobiety | Kobiety | Mężczyźni | Mężczyźni |
| --------------------------------- | ------ | ------ | ------- | ------- | --------- | --------- |
| jednostka                         | osób   | %      | osób    | %       | osób      | %         |
| populacja                         | 4691   | 100    | 2370    | 50,5    | 2321      | 49,5      |
| gęstość zaludnienia (mieszk./km²) | 46,6   | 46,6   | 23,6    | 23,6    | 23,1      | 23,1      |

## Sołectwa
Bukowie, Dębnik, Idzikowice, Jakubowice, Krzyków, Lubska, Młokicie, Pągów, Pielgrzymowice, Pszeniczna, Wilków, Wojciechów.
Miejscowości niesołeckie: Chrząstów, Pągówek, Barski Dwór, Wojciechów.

## Sąsiednie gminy
Bierutów, Dziadowa Kłoda, Namysłów